# Ty Cobb (canción)
«Ty Cobb» es el cuarto sencillo extraído del álbum Down On the Upside de Soundgarden, editado en 1996. La música de la canción fue compuesta por Ben Shepherd y la letra por Chris Cornell.
El nombre original de la canción iba a ser "Hot Rod Death Toll", pero a Shepherd se le ocurrió el nombre actual en honor al jugador de baseball Ty Cobb, conocido aparte de por sus grandes éxitos como deportista (tiene el récord de bateo de todos los tiempos), por su afición a las mujeres y al alcohol.

## Lista de canciones
1. «Ty Cobb»
2. «Rhinosaur»
3. «Big Dumb Sex»
4. «Rhinosaur» (The Straw That Broke The Rhino's Back Remix)

- Datos: Q2744090